# Chromidotilapia mamonekenei
Chromidotilapia mamonekenei är en fiskart som beskrevs av Lamboj, 1999. Chromidotilapia mamonekenei ingår i släktet Chromidotilapia och familjen Cichlidae. IUCN kategoriserar arten globalt som livskraftig. Inga underarter finns listade i Catalogue of Life.